# Liste der mexikanischen Kinofilme 1938
Die Liste der mexikanischen Kinofilme des Jahres 1938 führt alle in diesem Jahr in Mexiko gedrehten Langfilme auf. Insgesamt gab es in diesem Jahr 57 mexikanische Produktionen. Die in dieser Liste aufgeführten Informationen basieren auf David E. Wilts Buch „The Mexican Filmography 1916 through 2001“, der die vollständigste Filmographie für Mexiko vorgelegt hat.

## Legende
- Titel: Nennt soweit vorhanden den offiziellen deutschen Filmtitel, andernfalls den spanischen Originaltitel.
- Regisseur: Nennt den Regisseur oder die Regisseure des Films.
- Genre: Nennt die Genrezuordnung.
- Darsteller: Nennt drei Hauptdarsteller.
- Besonderheiten: Führt Besonderheiten und Hintergründe zum Film auf.

## Filmliste
| Titel                                | Regisseur                              | Genre                       | Darsteller                                                | Besonderheiten |
| ------------------------------------ | -------------------------------------- | --------------------------- | --------------------------------------------------------- | --- |
| A lo macho                           | Martin de Lucenay                      | Ranchera                    | Raúl de Anda Magda Haller Roberto Banquells               | |
| Alma norteña                         | Roberto Guzmán                         | Comedia Rachera             | Anita Campillo Víctor Manuel Mendoza Irma Allende         | |
| Aquí Ilegó el valentón               | Fernando A. Rivero                     | Ranchera                    | Jorge Negrete María Luisa Zea Magda Haller                | Der Film wurde erst 1943 in Mexiko-Stadt aufgeführt.                                                                           |
| Los bandidos de Río Frío             | Leonardo Westphal                      | Abenteuerfilm Historienfilm | Victor Manuel Mendoza Alberto Martí Luis G. Barreiro      | Es gibt ein Remake aus dem Jahr 1954.                                                                                          |
| El beso mortal                       | Fernando A. Rivero                     | Melodrama                   | Miguel Ángel Ferriz Magda Haller Julián Soler             | |
| La bestia negra                      | Gabriel Soria                          | Melodrama                   | Ferando Soler Mary López Carlos López Moctezuma           | |
| Cada loco con su tema                | Juan Bustillo Oro                      | Filmkomödie                 | Enrique Herrera Joaquín Pardavé Gloria Martín             | |
| Caminos de ayer (La mano de Dios)    | Quirico Michelena                      | Melodrama                   | Jorge Negrete Eduardo Arozamena Carmen Hermosillo         | |
| Canto a mi tierra (México canta)     | José Bohr                              | Musicalfilm                 | Pedro Vargas Nancy Torres Carmelita Bohr                  | |
| El capitán aventurero                | Arcady Boytler                         | Abenteuerfilm Historienfilm | José Mojica Manolita Saval Alberto Martí                  | José Mojica hatte bereits in Hollywood gedreht, es war sein Filmdebüt in Mexiko.                                               |
| La casa del ogro                     | Fernando de Fuentes                    | Melodrama                   | Fernando Soler Arturo de Córdova Gloria Martín            | 1950 wurde das Remake Casa de vecindad gedreht.                                                                                |
| El cementerio de las águilas         | Luis Lezama                            | Historienfilm               | Jorge Negrete Margarita Mora Celia D’Alarcón              | |
| La China Hilaria                     | Robert Curwood                         | Ranchera                    | Alicia Ortíz Pedro Armendáriz Gilberto González           | |
| El circo trágico                     | Manuel R. Ojeda                        | Melodrama                   | Eduardo Vivas Gaby Macías Ramón Vallarino                 | |
| El cobarde                           | René Cardona                           | Melodrama                   | Julián Soler Adria Delhort Josefina Escobedo              | |
| El crimen del expreso                | Manuel Noriega                         | Kriminalfilm                | Magda Haller Loló Trillo José Ortíz de Zárate             | Es sind kaum Informationen überliefert, es war der einzige Tonfilm Noriegas, der zuvor einige Stummfilme gedreht hatte.        |
| Diablillos de arrabal                | Adela Sequeyro                         | Kriminalfilm                | Jorge Vidal Saúl Zamora Alberto Islas                     | Es handelt sich um Sequeyros letzten Film.                                                                                     |
| Un domingo en la tarde               | Rafael E. Portas                       | Melodrama                   | Lorenzo Garza Carmen Hermosillo Miguel Arenas             | |
| Dos cadetes                          | René Cardona Jorge López Portillo      | Filmkomödie                 | Fernando Soler Julián Soler Miguel Montemayor             | |
| Los enredos de Papá                  | Miguel Zacarías                        | Filmkomödie                 | Leopoldo Ortin Sara García Julián Soler                   | Zu dem Film gab es im Jahr 1940 drei Fortsetzungen mit Papá se desenreda, Papá se enreda otra vez und Las tres viudas de Papá. |
| Estrellita                           | René Cardona                           | Melodrama                   | Lolita Gonzáles Julián Soler Eduardo Vivas                | |
| El gaucho Múgica                     | Antonio Guzmán Águila Guillermo Calles | Historienfilm Abenteuerfilm | Vicente Padula Loló Trillo Amparo Arozamena               | Der Film wurde 1940 wiederveröffentlicht.                                                                                      |
| La golondrina                        | Miguel Contreras Torres                | Melodrama Historienfilm     | Medea de Novara Miguel Contreras Torres Pepe Ortíz        | |
| Hambre                               | Fernando A. Palacios                   | Melodrama                   | Rafael Falcón Adela Fierro Susana Cora                    | |
| Hombres de mar                       | Chano Urueta                           | Melodrama                   | Vilma Vidal Arturo de Córdova Esther Fernández            | |
| El hotel de los chiflados            | Antonio Helú                           | Filmkomödie                 | Carlos Orellana Anita Campillo Consuelo Miller            | Der Film wurde nie in Mexiko-Stadt vorgeführt.                                                                                 |
| La India Bonita                      | Antonio Helú                           | Filmkomödie Liebesfilm      | Emilio Tuero María Luisa Zea Anita Campillo               | |
| El indio                             | Armando Vargas de la Maza              | Melodrama                   | Pedro Armendáriz Consuelo Frank Gloria Morel              | Diego Rivera illustrierte die Credits dieses Films.                                                                            |
| Infidelidad                          | Boris Maicon                           | Melodrama                   | Jorge Vélez Magda Haller Miguel Ángel Ferriz              | |
| Juan sin miedo                       | Juan José Segura                       | Ranchera                    | Juan Silveti Jorge Negrete María Luisa Zea                | |
| Juan Soldado                         | Louis Gasnier                          | Ranchera Abenteuerfilm      | Emilio Tuero María Luisa Zea Carlos Gómez                 | |
| Juntos pero no revueltos             | Fernando A. Rivero                     | Filmkomödie Melodrama       | Jorge Negrete Rafael Falcón Susana Guízar                 | |
| El Látigo                            | José Bohr                              | Abenteuerfilm               | José Bohr Elena D’Orgaz Domingo Soler                     | |
| Luna criolla                         | Raphael J. Sevilla                     | Kriminalfilm Melodrama      | Vicente Oroná Lucy Delgado Joaquín Pardavé                | |
| Una luz en mi camino                 | José Bohr                              | Melodrama                   | Joaquín Busquets Narciso Busquets Consuelo Frank          | Viele Regisseure und Schauspieler dieser Zeit haben in diesem Film Cameo-Auftritte.                                            |
| María                                | Chano Urueta                           | Historienfilm               | Lupita Tovar Rodolfo Landa Miguel Arenas                  | |
| México lindo                         | Ramón Pereda                           | Filmkomödie                 | Ramón Pereda Adriana Lamar Antonio R. Frausto             | |
| Mientras México duerme               | Alejandro Galindo                      | Kriminalfilm                | Arturo de Córdova Gaby Morel Miguel Arenas                | |
| Los millones de Chaflán              | Rolando Aguilar                        | Filmkomödie                 | Carlos López Emma Roldán Joaquín Pardavé                  | |
| Padre de más de cuatro               | Roberto O’Quigley                      | Filmkomödie                 | Leopoldo Ortín Sara García Alfredo del Diestro            | |
| Padre Mercader                       | Luis Améndolla                         | Melodrama                   | Blanca Erbeya Eduardo Vivas Margarita Cortés              | |
| Perjura                              | Raphael J. Sevilla                     | Historienfilm               | Jorge Negrete Marina Tamayo Sara García                   | |
| Pescadores de perlas (Sol de gloria) | Guillermo Calles                       |                             | Sara García Victor Manuel Mendoza Victoria Blanco         | |
| Por mis pistolas                     | José Bohr                              | Comedia Ranchera            | Sara García Domingo Soler Carmelita Bohr                  | Der Film gilt als verloren. |
| Refugiados en Madrid                 | Alejandro Galindo                      | Filmdrama                   | Fernando Soler María Conesa Arturo de Córdova             | Über ein Dutzend ehemalige und zukünftige Regisseure gehörten zum Cast.                                                        |
| La reina del rio                     | René Cardona                           | Liebesfilm                  | Rafael Falcón Gloria Morel Susana Guízar                  | |
| Rosa de Xochimilco                   | Carlos Véjar jr.                       | Melodrama                   | María Luisa Zea Victor Manuel Mendoza Alicia Ortiz        | |
| El rosario de Amozoc                 | José Bohr                              | Filmkomödie                 | Lupita Tovar Emilio Tuero Carlos Orellana                 | |
| Sangre en las montañas               | Jaime L. Contreras                     | Ranchera                    | Victor Manuel Mendoza Margarita Cortéz Tony Díaz          | |
| El señor alcalde                     | Gilberto Martínez Solares              | Filmkomödie                 | Domingo Soler Andrea Palma Joaquín Pardavé                | |
| Su adorable majadero                 | Alberto Gout                           | Filmkomödie                 | Tomás Perrín Alma Lorena Carlos Riquelme                  | |
| La tía de las muchachas              | Juan Bustillo Oro                      | Filmkomödie                 | Enrique Herrera Juan José Martínez Casado Joaquín Pardavé | |
| Tierra Brava                         | René Cardona                           | Filmkomödie                 | Ester Fernández Rafael Falcón Joaquín Pardavé             | |
| La tierra del mariachi               | Raúl de Anda                           | Ranchera                    | Consuelo Frank Raúl de Anda Jorge Vélez                   | |
| La Valentina                         | Martín de Luceney                      | Ranchera                    | Jorge Negrete Esperanza Baur Raúl de Anda                 | |
| Un viejo amor                        | Luis Lezama                            | Ranchera                    | Consuelo Frank Ramón Armengod Alberto Martí               | |
| La virgen de la sierra               | Guillermo Calles                       | Melodrama                   | Anita Campillo Carlos Villatoro Raúl de Anda              | |